# Der Etappenhase (1957)
Der Etappenhase ist ein deutscher Filmschwank aus dem Jahre 1956 von Wolfgang Becker mit Beppo Brem in der Hauptrolle. Der Geschichte liegt der gleichnamige Schwank (1935) von Karl Bunje zugrunde.

## Handlung
Die Geschichte erzählt von drei Soldaten-Kameraden, die es im Ersten Weltkrieg nahe der Flandernfront geführt hat. Die Männer werden in ein Haus einquartiert, das bislang die junge Marie allein bewohnt hat. Die drei Etappenhengste wollen es sich fern der Front gemütlich machen, keiner ist scharf auf einen Marschbefehl an die Front. Auch Drückeberger Ferdinand Hasenbein hat es bislang verstanden, jedem Fronteinsatz aus dem Weg zu gehen und dient seinem Chef Major Wiesinger als dessen Schreiber. Soldat Hein Lampel, der Anführer der drei Protagonisten und Typ Gemütsmensch mit dem Charme eines Fleischerhundes, gilt als Organisationstalent und entdeckt beim Besuch der Ortskommandantur einen vom Major geschossenen Hasen. Fleisch haben seine Kameraden schon lange nicht mehr zwischen die Zähne bekommen, und so findet Hein, dass es einmal wieder Zeit für einen leckeren Hasenbraten wäre. Sein deutlich jüngerer Kamerad Gerd ist mit dem Hasenklau jedoch nicht einverstanden, da dies Leutnant Dierkens gegenüber dem Major in eine prekäre Lage bringen könnte. Hein gibt daraufhin den Hasen Hasenbein zurück, der schon verzweifelt nach dem verschwundenen Festschmaus gesucht hat. Der jüngste der drei Kameraden, Gerd, hat sich in die adrette Marie verliebt und sie deswegen zu dem angekündigten Hasenbraten eingeladen. Eine Absage wäre ihm sehr peinlich. 
Marie besitzt einen Kater namens Peter, der gern Milch schlabbert und Ferdinand, der ebenfalls in Marie verliebt ist, regelmäßig bei der Arbeit stört. Als Peter eines Tages verschwindet, verdächtigt Hein Ferdinand, Peter den Hals umgedreht zu haben. Hasenbein wird von den Kameraden verhört und gesteht sofort, die Katze umgebracht und in einer Kiste im Kanalwasser versenkt zu haben. Da Hein als guter Koch gilt, soll er den Hasen für den Major zubereiten. Als Hein den Braten an Hasenbein übergeben hat und dieser zu seinem Chef geht, verkündet er zur großen Überraschung aller, dass es heute doch noch Hasenbraten gibt. Einer der drei Kameraden hat derweil die Kiste aus dem Wasser gefischt, um aus dem toten Peter einen zweiten „Hasenbraten“ zu zaubern. Doch wider Erwarten lag kein Kadaver im Holzsarg. In der Kiste befindet sich ein neuer jedoch verbrannter Uniformrock des Majors. Hasenbein gesteht, dass ihm der Uniformrock, den er für seinen Chef von der Post geholt hat, durch einen Unfall verbrannt ist. Um das Missgeschick zu vertuschen und der Post den Fehler anzulasten, hat er das verkohlte Kleidungsstück kurzerhand verschwinden lassen. Hein gibt nun kleinlaut zu, dass er den Kater auf dem Gewissen und gegen den Hasen umgetauscht hat. Das will Ferdinand lieber nicht glauben, da er am Festmahl teilgenommen und den angeblichen Hasenkopf verspeist hat. Hein sagt Ferdinand, dass der Hasenkopf das einzig echte am Hasenbraten war. Ferdinand hat hier in der Etappe wahre Frontkameradschaft kennen gelernt und ist nun bereit, sich freiwillig an die Front zu melden.

## Produktionsnotizen
Der Etappenhase entstand in der zweiten Jahreshälfte 1956 im Filmatelier Göttingen und wurde am 10. Januar 1957 im Düsseldorfer Rex-Kino uraufgeführt. 
Produzent Walter Hoessig übernahm auch die Produktionsleitung. Max Seefelder gestaltete die Filmbauten.
Für Willy Millowitsch, der hier in der Nebenrolle des Klaus Wagner zu sehen ist und die Hauptrolle in der Fernsehfassung des Stücks aus demselben Jahr (1956) spielte, wurde Der Etappenhase „das“ Erfolgsstück seiner gesamten Bühnenlaufbahn.

## Kritik
Im Lexikon des Internationalen Films heißt es: „Streckenweise amüsante, deftige Neuverfilmung der unverwüstlichen Militärklamotte aus der Zeit des Ersten Weltkriegs.“